# والتر تشادويك
والتر تشادويك (بالإنجليزية: Walter Chadwick)‏ (12 ديسمبر 1903 في المملكة المتحدة - 20 أكتوبر 1966 في المملكة المتحدة) هو لاعب كرة قدم بريطاني (وحمل سابقاً جنسية المملكة المتحدة لبريطانيا العظمى وأيرلندا) في مركز الدفاع. لعب مع نادي بيرنلي وDarwen F.C. (1870) ‏ ونادي نيلسون وBarnoldswick Town F.C. ‏.